# Acidocroton
Acidocroton nom. cons., rod američkih dvosupnica iz porodice mlječikovki, rasprostrranjenih poglavito po Kubi (nekoliko vrsta) te po Jamajki, Haitima, Dominikanskoj Republici, jugoistočnom Meksiku i Kolumbiji.

## Vrste
1. Acidocroton acunae Borhidi & O.Muñiz
2. Acidocroton adelioides Griseb.
3. Acidocroton ekmanii Urb.
4. Acidocroton gentryi Fern.Alonso & R.Jaram.
5. Acidocroton horridus Urb. & Ekman
6. Acidocroton litoralis Urb. & Ekman
7. Acidocroton lobulatus Urb.
8. Acidocroton madrigalensis Hanan-Alipi & V.W.Steinm.
9. Acidocroton montanus Urb. & Ekman
10. Acidocroton oligostemon Urb.
11. Acidocroton trichophyllus Urb.
12. Acidocroton verrucosus Urb.